# Frederick Cavendish
Lord Frederick Charles Cavendish, född 30 november 1836 och mördad (skjuten) i Phoenix Park, Dublin 6 maj 1882, var son till William Cavendish, 7:e hertig av Devonshire (1808-1891) och Lady Blanche Georgiana Howard (1812-1840).
Som parlamentsledamot och utnämnd till Chief Secretary för Irland 1882 blev han mördad bara några timmar efter sin ankomst till Dublin. 
1864 gifte han sig med Lucy Caroline Lyttelton (död 1925). 